# Discover (magazine)
Pour les articles homonymes, voir Discover.
Discover ou Discover Magazine est une publication scientifique américaine présentant des publications d'articles de sciences et de vulgarisation.

## Historique
Le magazine a été lancé en octobre 1980 comme un mensuel par le groupe Time.
En 1987, il est vendu au groupe Family Media (de), éditeur de Health.
Le groupe Family Media ferme en 1991 et le magazine est racheté par la Walt Disney Company le 13 septembre.
Le 7 octobre 2005, Disney revend le magazine pour 13 millions USD à deux entreprises d'investissements spécialisées dans les médias. Bob Guccione, Jr., fondateur des magazines Spin et Gear, devient le CEO durant deux années avant d'être remplacé par Henry Donahue.
Le titre est détenu par Kalmbach Publishing depuis 2010. Le titre est alors tiré à 550 000 exemplaires.
Depuis décembre 2012, l'éditeur-en-chef est Stephen C. George.